# 煕洽
熙洽（きこう、1883年 - 1950年）は、清末・中華民国・満州国の政治家。愛新覚羅氏の出身で、太祖ヌルハチの弟のムルハチ（穆爾哈斉）の末裔である。満州国ではその建国に参加、財政部総長、財政部大臣、宮内府大臣などを歴任した。

## 来歴

### 清
辛亥革命のときに、熙洽は宗社党の清朝復活運動に参与して、清の統治を回復することに尽力する。若い頃、日本の東京振武学校（士官学校の予備校）、陸軍士官学校に留学した経験がある。中華民国成立後、東北陸軍講武堂の教育長になった。

### 満州国

#### 建国
熙洽は、留学経験もある日本と比較的親しくしていたため、日本軍と協力した熙洽を吉林省長官に引き出して、彼らを使って奉天および吉林省の張学良からの独立を宣言させた。1931年満州事変が勃発した時、熙洽は東北辺防軍の駐吉林副司令官兼吉林省主席の張作相の吉林における一切の政務を代行した。日本軍が吉林に進撃する時、熙洽は日本と協力して、吉林省の長官公署の長官となった。その後熙洽は溥儀を首班とする満州国（清朝）の復活を計画する。1932年（大同元年）3月9日、満州国が正式に成立し、翌10日、熙洽は初代財政総長兼吉林省省長に任命された。1934年には財政部大臣、1935年5月21日には宮内府大臣となった。

#### 崩壊
1945年第二次世界大戦終結時、満州国はソ連の攻撃の下で瓦解し、ソ連軍に逮捕され、チタ、ハバロフスクに収容された。1950年に他の満州国官吏たちとともに中華人民共和国に引き渡されて、ほどなくハルビンの戦犯管理所で病死した。